# Шмельков Іван Єгорович
Іван Єгорович Шмельков (1905, село Ісаково Тверської губернії, тепер Зубцовського району Тверської області, Російська Федерація — 23 березня 1970) — радянський партійний діяч, 1-й секретар Алма-Атинського і Карагандинського міських комітетів КП Казахстану. Депутат Верховної ради Казахської РСР 2-го і 4-го скликань. Депутат Верховної Ради СРСР 2—3-го скликань.

## Біографія
З 1924 року працював штампувальником Московської взуттєвої фабрики.
До 1927 року служив у Червоній армії.
У 1927—1930 роках — регулювальник Московського заводу водомірів; повірник приладів Московської палати мір і стандартів.
Член ВКП(б) з 1928 року.
У 1930—1935 роках — студент Московського електромеханічного інституту інженерів залізничного транспорту імені Дзержинського, інженер-механік.
У 1936—1938 роках — приймальник, старший майстер, заступник начальника і начальник відділу технічного контролю Коломенського заводу імені Куйбишева Московської області.
У 1938—1939 роках — 2-й секретар, 1-й секретар Коломенського міського комітету ВКП(б) Московської області.
У 1939—1944 роках — відповідальний контролер Комісії партійного контролю при ЦК ВКП(б); уповноважений Комісії партійного контролю при ЦК ВКП(б) по Татарській АРСР; уповноважений Комісії партійного контролю при ЦК ВКП(б) по Туркменській РСР.
У 1944—1950 роках — 1-й секретар Алма-Атинського міського комітету КП(б) Казахстану.
У 1950—1952 роках — секретар Східно-Казахстанського обласного комітету КП(б) Казахстану.
У 1952—1953 роках — 1-й заступник голови виконавчого комітету Карагандинської обласної ради депутатів трудящих.
У 1953 — листопаді 1955 року — 1-й секретар Карагандинського міського комітету КП Казахстану.
У листопаді 1955 — 1957 року — заступник із кадрів міністра міського та сільського будівництва Казахської РСР.
У січні 1958 — 1963 року — секретар Кустанайського обласного комітету КП Казахстану.
З 1964 року — персональний пенсіонер.

## Нагороди
- орден Леніна (15.04.1939)
- орден Вітчизняної війни І ст.
- медалі
- Грамота Верховної ради Казахської РСР (21.06.1961)